# فرخندگان هیسپانیولایی
فرخندگان هیسپانیولایی (نام علمی: Phaenicophilidae) نام یک تیره از راسته گنجشک‌سانان است.